# Никонорова, Наталья Юрьевна
Наталья Юрьевна Никонорова (укр. Наталія Юріївна Никонорова; род. 28 сентября 1984, Донецк, УССР, СССР) — государственный деятель Украины, России и подконтрольной России Донецкой Народной Республики. Министр иностранных дел ДНР (2016—2022), сенатор Совета Федерации Федерального Собрания Российской Федерации с 20 декабря 2022 года, член Комитета Совета Федерации по международным делам. 
Находится под персональными санкциями 27 стран ЕС, Великобритании, США, Канады, Швейцарии, Австралии и других стран.

## Биография
Родилась 28 сентября 1984 года в Донецке. В 2001 году окончила среднюю школу № 115 Донецка и поступила в Международный Соломонов университет в Киеве, в 2005 году перешла на юридический факультет Киевского национального экономического университета имени Вадима Гетьмана. С 2008 года училась в аспирантуре Института государства и права имени Владимира Корецкого НАН Украины, с 2012 года — в Межрегиональной академии управления персоналом. Одновременно с 2006 по 2012 год работала помощником депутатов Верховной рады Украины Святослава Пискуна и Геннадия Москаля.
Отрицательно отнеслась к Евромайдану. Вернулась в Донецк из Киева и стала сотрудничать с ДНР. Работала юристом в аппарате Народного Совета, была представителем ДНР в политической подгруппе на Минских переговорах.
C 2014 по 2016 годы возглавляла правовое управление Народного Совета ДНР. С 23 февраля 2016 года ― министр иностранных дел ДНР. С 2018 года — представитель ДНР во время переговоров Трёхсторонней контактной группы по мирному урегулированию ситуации на востоке Украины.
20 декабря 2022 года указом главы ДНР Дениса Пушилина освобождена от должности министра иностранных дел республики.
20 декабря 2022 года вступила в должность сенатора Российской Федерации — представителя правительства ДНР в Совете Федерации.
С 8 апреля 2022 года находится под санкциями всех стран Европейского союза. С 27 мая 2022 года находится под санкциями Великобритании. 26 января 2018 года, в связи с войной на Донбассе и оккупацией Россией Крыма, включена в санкционный список США против украинских сепаратистов за незаконное присвоение государственных активов Украины. С 26 апреля 2022 года находится под санкциями Канады. С 13 апреля 2022 года находится под санкциями Швейцарии. С 2 октября 2020 года находится под санкциями Австралии. С 26 февраля 2022 года находится под санкциями Японии. Указом президента Украины Владимира Зеленского от 19 октября 2022 находится под санкциями Украины.

## Семья
Брат — Алексей Юрьевич Никоноров (род. 10 июня 1990). Вместе с ней с 2015 года работал юристом аппарата Народного Совета и представителем на переговорах в Минске. В 2016 году — заместитель руководителя Аппарата Народного Совета ДНР, затем заместитель руководителя Администрации Главы ДНР. 28 декабря 2018 года указом Главы № 163 назначен руководителем его администрации. В марте 2020 также стал представителем ДНР в Минской подгруппе по вопросам безопасности. 27 декабря 2022 года Алексей Никоноров был назначен на должность председателя Донецкого регионального совета сторонников партии Единая Россия.

## Награды
- Орден Почёта (2023)[7].